# Charlie Puth
Charles Otto "Charlie" Puth Jr. (n. 2 decembrie 1991, Rumson, SUA) este un cântăreț american. Acesta a devenit popular prin YouTube. Este cunoscut pentru compunerea și interpretarea cu Wiz Khalifa a piesei „See You Again”, care face parte din soundtrack-ul filmului Furious 7. Această piesă a devenit un mega hit internațional, clasat pe primele locuri în topurile din mai multe țări. Prima persoană publică care i-a descoperit talentul în muzică a fost Ellen DeGeneres care l-a invitat apoi pe Charlie într-una din emisiunile ei în show-ul american Ellen.

Charlie Puth cântând "See You Again" împreună cu Wiz Khalifa, 2015

## Discografie

### EPs
| Titlu             | Detalii album                                                |
| ----------------- | ------------------------------------------------------------ |
| Some Type of Love | - Data realizării: 1 mai 2015 - Format: EP, digital download |

### Piese
| Titlu                                            | An   | Poziție în clasament | Poziție în clasament | Certificații                  | Album                       |
| Titlu                                            | An   | AUS                  | NZ                   | Certificații                  | Album                       |
| ------------------------------------------------ | ---- | -------------------- | -------------------- | ----------------------------- | --------------------------- |
| "Marvin Gaye" (featuring Meghan Trainor)         | 2015 | 4                    | 1                    | - ARIA: Platinum - RMNZ: Gold | Some Type of Love           |
| "I Won't Tell a Soul"                            | 2015 | —                    | —                    |                               | Some Type of Love           |
| ”Nothing But Trouble” (Lil Wayne & Charlie Puth) | 2015 | —                    | —                    |                               | 808: The Music (soundtrack) |
| ”One Call Away”                                  | 2015 | 3                    | 3                    |                               | Nine Track Mind             |
| ”We Don't Talk Anymore” (featuring Selena Gomez) | 2016 | 10                   | 8                    |                               | Nine Track Mind             |
| ”Dangerously”                                    | 2016 | —                    | —                    |                               | Nine Track Mind             |
| ”Attention”                                      | 2017 | 10                   | 6                    |                               | Voicenotes                  |
| ”How Long”                                       | 2017 | 17                   | 17                   |                               | Voicenotes                  |
| ”If You Leave Me Now” (featuring Boyz II Men)    | 2018 | —                    | —                    |                               | Voicenotes                  |
| ”Done for Me” (featuring Kehlani)                | 2018 | 97                   | —                    |                               | Voicenotes                  |
| ”Change” (featuring James Taylor)                | 2018 | —                    | —                    |                               | Voicenotes                  |
| ”The Way I Am”                                   | 2018 | —                    | —                    |                               | Voicenotes                  |

#### „See you again”
| Title                                                | Year | Poziție în topurile naționale | Poziție în topurile naționale | Poziție în topurile naționale | Poziție în topurile naționale | Poziție în topurile naționale | Poziție în topurile naționale | Poziție în topurile naționale | Poziție în topurile naționale | Poziție în topurile naționale | Poziție în topurile naționale | Certifications                                                           | Album                                         |
| Title                                                | Year | US                            | AUS                           | AUT                           | DEN                           | FRA                           | GER                           | NL                            | NZ                            | SWE                           | SWI                           | Certifications                                                           | Album                                         |
| ---------------------------------------------------- | ---- | ----------------------------- | ----------------------------- | ----------------------------- | ----------------------------- | ----------------------------- | ----------------------------- | ----------------------------- | ----------------------------- | ----------------------------- | ----------------------------- | ------------------------------------------------------------------------ | --------------------------------------------- |
| "See You Again" (Wiz Khalifa featuring Charlie Puth) | 2015 | 1                             | 1                             | 1                             | 1                             | 2                             | 1                             | 3                             | 1                             | 1                             | 1                             | - RIAA: Platinum - ARIA: 3× Platinum - RMNZ: 2× Platinum - BPI: Platinum | Furious 7: Original Motion Picture Soundtrack |